# George Stibitz
George Robert Stibitz (20. travnja 1904. – 31. siječnja 1995.) smatra se ocem modernih digitalnih računala. Bio je znanstvenik Bell Labsa, 1930-tih i 1940-tih,  poznat po svojim radovima na realizaciji Booleove logike digitalnih krugova uz uporabu releja.
Rođen je u York, Pennsylvania, završio je Denison University u Granvillu Ohio, magistrirao 1927. na Union College i doktorirao matematičku fiziku na Cornell University.

## Računalo
U studenom 1937. George Stibitz je radio u Bell Labs i izradio relejni kalkulator i nazvao ga "Model K" ( "K' kao kuhinjski stol, mjesto gdje ga je sklapao), koji je radio na principu binarnog zbrajanja. Bell Labsj je 1938. odobrio daljnja istraživanja na čelu s Gorgeom Stibitzom.  Complex Number Calculator koji je dovršen 8. siječnja 1940. izračunavao je kompleksne brojeve. Demonstrirali su ga društvu American Mathematical Society na Dartmouth College 11. rujna 1940. i tom je prigodom Stibitz koristio teleprinter za slanje naloga Complex Number Calculatoru u New York putem telefonske linije. Tako je to računalo postalo prvi stroj u povijesti kojim se upravljalo preko telefonske linije.
Stibitz je prijavio 38 patenata, pored onih iz Bell Labsa, postao je član Dartmouth Collegea 1964., a umirovio se 1983. Replika "Model K"a nalazi se u Smithsonian Institution i William Howard Doane knjižnici na Denison University.

## Vanjske poveznice
- George R. Stibitz stranica, Denison University